# 나오미 화이트헤드
나오미 화이트헤드(Naomi Whitehead, 1910년 9월 26일 ~ )는 미국의 슈퍼센티네리언이다.

## 생애
1910년 9월 26일 미국 조지아 주 농촌 지역에서 아프리카계 미국인 가정의 자녀로 태어났다. 그녀는 더글러스와 폴린(결혼 전 성은 영) 워싱턴 사이에서 태어났으며, 어린 시절에는 목화와 담배를 따는 농장에서 자랐다. 그녀는 어린 시절을 형제자매인 더글러스, 클라렌스, 엘렌, 비올라와 함께 조지아 주 패터슨에서 보냈다.
그녀의 남편은 1979년에 사망했다. 그녀는 세 아들을 두었는데, 실베스터 주니어(1931년 ~ 2004년), 패리시(1933년 ~ 2011년), 엘버트(1934년 ~ 2006년)이다.
자신이 한 번도 담배를 피우거나 술을 마신 적이 없다고 밝혔다. 그녀는 기자들에게 "주님께서 허락하시는 한 오래 살겠다"고 말했다.
2020년 9월 화이트헤드는 110번째 생일을 맞이하며 슈퍼센티네리언(110세 이상 고령자)이 되었다.
2022년 8월 22일에는 미국 펜실베이니아주에서 가장 나이가 많은 인물로 기록되었다. 그녀의 연령은 2023년 3월 17일 노년학 연구단에 의해 공식적으로 확인되었다.
113세가 되었을 무렵부터는 보행이 점차 어려워져 휠체어를 이용해 이동하기 시작했다. 2024년 7월에는 유튜버 잭 고든의 방문을 받았다. 2024년 10월 22일 엘리자베스 프랜시스가 별세함에 따라, 화이트헤드는 미국 및 북아메리카에서 가장 나이가 많은 생존자가 되었다.
현재 화이트헤드는 펜실베이니아주 그린빌에 위치한 요양원에서 생활하고 있다. 그녀는 미국 및 북아메리카에서 가장 나이가 많은 생존자로 여겨지며, 전 세계에서는 세 번째로 나이가 많은 생존자로 평가된다.

## 같이 보기
- 최장수인
- 슈퍼센티네리언

| 이전 엘리자베스 프랜시스 | 미국최고령자 2024년 10월 22일~ 현재 | 이후 (생존) |